# Маркгроф
Маркгроф (жен. маркгрофица) је франачка односно германска племићка титула. Маркгроф је вршио функције војног владара неке од каролиншких пограничних провинција или марки, које су носиле име маркгрофовија. Како су пограничне области обично биле од веће важности него области из унутрашњости, а често су биле и веће, маркгрофови су често поседовали веће повластице и моћи од обичних грофова из унутрашњости.